# 普卢阿加特
普卢阿加特（法語：Plouagat，法語發音：[pluaɡat]）是法国阿摩尔滨海省的一个旧市镇，位于该省中西部，属于甘冈区。2019年1月1日，普卢阿加特和相邻的沙泰洛德朗合并为新市镇沙泰洛德朗-普卢阿加特（Châtelaudren-Plouagat）。

## 地名
该地名“Plouagat”发音为[pluaɡat]，末尾字母“t”发音，《世界地名翻译大辞典》与《世界地名译名词典》将其误译作“普卢阿加”。

## 地理
普卢阿加特（48°32'12"N, 2°59'56"W）面积31.98 平方千米，位于法国布列塔尼大區阿摩尔滨海省，该省份为法国西北部沿海省份，位于布列塔尼半岛北部，北濒大西洋英吉利海峡，西接菲尼斯泰尔省，南至莫尔比昂省，东临伊勒-维莱讷省。
与普卢阿加特接壤的市镇（或旧市镇、城区）包括：博克奥、布兰戈洛、沙泰洛德朗、朗罗代克、普莱洛、普卢瓦拉、圣让凯尔达涅勒。
普卢阿加特的时区为UTC+01:00、UTC+02:00（夏令时）。

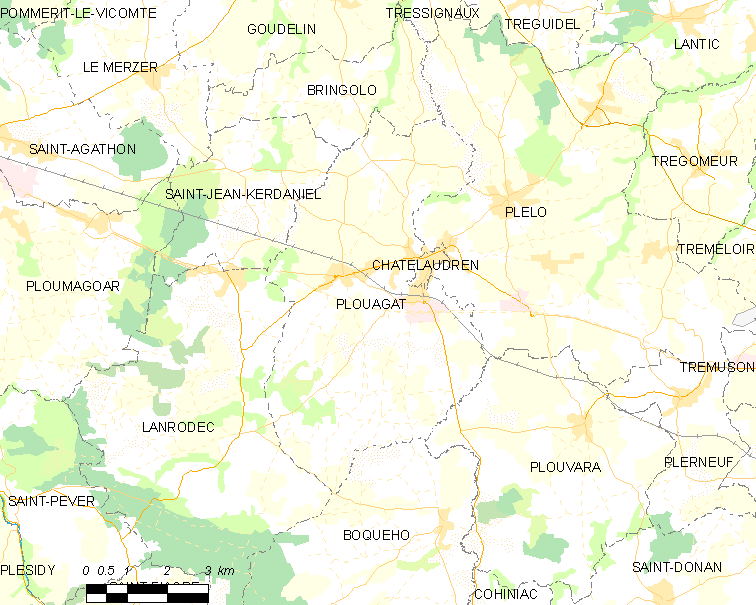
普卢阿加特的OSM定位图

## 行政
普卢阿加特的邮政编码为22170，INSEE市镇编码为22206。

## 政治
普卢阿加特所属的省级选区为普莱洛县。

## 交通
法国国道N12线（高等级公路）经过境内并设有两个出入口，阿摩尔滨海省省道D4线、D7线、D65线、D84线、D131线和D712线经过境内。
沙特洛德朗-普卢阿加特站是巴黎－布雷斯特铁路上的一个车站。

## 人口

1962-2008年间普卢阿加特人口变化图示

普卢阿加特于2018年1月1日时的人口数量为2886人。